# PortableApps.com
PortableApps.com is een opensourceplatform voor portable software. Het platform is beschikbaar voor Windows. Draagbare applicaties maken geen wijzigingen aan het besturingssysteem en kunnen geïnstalleerd worden op draagbare media zoals een cd-rom of USB-stick. De programma's worden apart gedownload in een .paf.exe-formaat waarna deze via het menu in de suite geïntegreerd kunnen worden. 

## Functies
- Een menu met de geïnstalleerde applicaties
- Een ingebouwd update-mechanisme
- Een installatiewizard voor portable software

## Database
Op de site PortableApps.com zijn alle programma's te vinden die gemaakt zijn om samen te werken met PortableApps.com. Bekende programma's zijn onder andere Firefox, Google Chrome, LibreOffice en Opera. De database bevat voornamelijk opensourcesoftware en freeware.

## Versiegeschiedenis
Versie 1.6.3 was lange tijd de stabiele versie, totdat op 8 december 2011 versie 2.0, die hernummerd werd naar 10.0.1, het levenslicht zag. Hierdoor werd het mogelijk om de apps te updaten via een ingebouwde updatebeheerder. Ook is er nu een nieuw installatiemechanisme aanwezig: een lijst waaruit kan gekozen worden welke software er geïnstalleerd moet worden, waarna het automatisch gedownload en geïnstalleerd wordt. In versie 10.2 werd ondersteuning toegevoegd voor niet complete updates (patches voor een oude versie), waardoor de bandbreedte die nodig is om software te updaten drastisch verminderd kan worden.

## Suite
PortableApps.com Suite was een verzameling van programma's met een Windows-achtig startmenu waaruit de draagbare programma's kunnen worden gestart. Er bestonden 3 versies:
- Platform Only (enkel het startmenu, 2 MB geïnstalleerd)
- Suite Light (het startmenu met enkele programma's, 150 MB geïnstalleerd)
- Suite Standard (het startmenu met standaardprogramma's, 400 MB geïnstalleerd)

De verspreidingen waarin voorgeïnstalleerde software zit werd stopgezet, enkel de Platform Only-optie bleef bestaan (versie 2.0 en hoger).